# Radu Jude
Radu Jude (pron. AFI: [ˈradu ˈʒude]; Bucarest, 28 marzo 1977) è un regista e sceneggiatore rumeno.

## Biografia
Con il suo film Aferim! ha vinto nel 2015 l'Orso d'argento per il miglior regista, con il successivo Inimi cicatrizate si è aggiudicato invece il Premio speciale della giuria alla 69ª edizione del Locarno Festival. Nel 2020 gira Ieşirea trenurilor din gară, documentario sul Pogrom di Iași. Nel 2021 vince l'Orso d'oro con il film Sesso sfortunato o follie porno.
Il film Do Not Expect Too Much from the End of the World è presentato in un numero dei Cahiers du cinéma dedicato all'arte del montaggio, dopo che nell'editoriale si riporta un'idea di Jean Luc Godard secondo la quale la ripresa cinematografica era ai suoi occhi un momento di violenza laddove durante il montaggio l'utopia si trasformava in un animale familiare. In effetti Radu Jude in questa opera mette insieme due film inserendo nel suo film, attraverso tagli netti, un altro film del 1981, Angela merge mai departe del regista rumeno Lucian Bratu, la cui protagonista ha lo stesso nome. Il montaggio diventa quindi un telescopio per uno sguardo su due epoche, la Romania contemporanea e quella di Ceausescu, suggerendo che la vita in una società liberale e iper capitalista non è priva di similitudini con quella che caratterizzò il regime comunista.

## Filmografia

### Cortometraggi
- Lampa cu căciulă (2006)
- Alexandra (2006)
- Dimineața (2007)
- O umbră de nor (2013)
- Trece și prin perete (2014)
- Cele doua executii ale Maresalului (2018)
- Plastic Semiotic (2021)
- Potemkinistii (2022)
- Greetings from Crîngași (2023)

### Lungometraggi
- Cea mai fericită fată din lume (2009)
- Film pentru prieteni (2011)
- Toată lumea din familia noastră (2012)
- Aferim! (2015)
- Inimi cicatrizate (2016)
- Țara moartă – documentario (2017)
- Îmi este indiferent dacă în istorie vom intra ca barbari (2018)
- Tipografic majuscul (2020)
- Ieşirea trenurilor din gară, co-regia con Adrian Cioflâncă – documentario (2020)
- Sesso sfortunato o follie porno (Babardeală cu bucluc sau porno balamuc) (2021)
- Do Not Expect Too Much from the End of the World (Nu aștepta prea mult de la sfîrșitul lumii) (2023)
- Opt ilustrate din lumea ideală – documentario (2024)
- Sleep #2 – documentario (2024)
- Kontinental '25 (2025)

### Televisione
- În familie – serie TV (2002-2003)